# Pasiones estoicas
Las pasiones estoicas son formas de sufrimiento en el estoicismo, una escuela de filosofía helenística.

## Definición
"Las pasiones" se transliteran "pathê" del griego. La palabra griega  pathos  era un término de amplio alcance que indica una imposición que uno sufre. Los estoicos usaron la palabra para discutir muchas emociones comunes como la ira, el miedo y la alegría excesiva. Una pasión es una fuerza perturbadora y engañosa en la mente que se produce debido a la falta de razonamiento correcto. Para el estoico Crisipo las pasiones son juicios evaluativos. Una persona que experimenta tal emoción ha valorado incorrectamente algo indiferente. Una falta de juicio, alguna noción falsa del bien o del mal, está en la raíz de cada pasión. El juicio incorrecto sobre un bien presente da lugar al deleite, mientras que la lujuria es una estimación incorrecta del futuro. Las imaginaciones irreales del mal causan angustia por el presente o temor por el futuro.
Estos estados de sentimiento son perturbaciones de la salud mental que alteran el equilibrio natural del alma y destruyen su autocontrol. Son dañinos porque entran en conflicto con la razón correcta. En cambio, el estoico ideal mediría las cosas por su valor real, y ver que las pasiones no son naturales. Liberarse de las pasiones es tener una felicidad autosuficiente. No habría nada que temer, porque la sinrazón es el único mal; no hay motivo para la ira, porque los demás no pueden hacerte daño.

## Pasiones primarias
Los estoicos que comienzan con  Zeno organizaron las pasiones bajo cuatro títulos: angustia, placer, miedo y lujuria. Un informe de las definiciones estoicas de estas pasiones aparece en el tratado "Sobre las pasiones" de  Pseudo-Andrónico (traducción de Long & Sedley, pág. 411, modificado):
Angustia ( lupē )Angustia es una irracional contracción, o una nueva opinión que algo malo es presente, en la que la gente piensa que es correcto estar  deprimido.
 Miedo  ( fobos )Miedo es un  aversión irracional, o evitación de un  peligro esperado.
 Lujuria  ( epithumia )Lujuria es un deseo irracional, o la búsqueda de un bien esperado.
 Deleite  ( hēdonē )El deleite es una hinchazón irracional, o una nueva opinión de que algo bueno está presente, ante la cual la gente piensa que es correcto estar  eufórico.
Dos de estas pasiones (angustia y deleite) se refieren a emociones actualmente presentes, y dos de ellas (miedo y lujuria) se refieren a emociones dirigidas al futuro. Por lo tanto, solo hay dos estados dirigidos a la perspectiva del bien y del mal, pero subdivididos en cuanto a si son presentes o futuros:
|       | Presente | Futuro  |
| ----- | -------- | ------- |
| Bueno | Deleite  | Lujuria |
| Malo  | Angustia | Temor   |

## Subdivisiones
Numerosas subdivisiones de la misma clase se colocan bajo el título de las pasiones separadas. Las definiciones son las de la traducción de "Tusculan Disputations" de Cicerón de J. E. King.

### Angustia
EnvidiaEnvidia es la angustia incurrida a causa de la prosperidad de un  vecino.
RivalidadLa rivalidad es angustia, si otro está en posesión del objeto deseado y uno tiene que ir sin él.
CelosCelos es la angustia que surge del hecho de que lo que uno se ha codiciado a sí mismo está en posesión del otro hombre así como de uno mismo.
CompasiónCompasión es la angustia que surge de la miseria de un vecino en un sufrimiento inmerecido.
AnsiedadAnsiedad es angustia opresiva.
LutoLuto es la angustia que surge de la muerte prematura de un objeto amado.
TristezaTristeza es angustia llena de lágrimas.
Preocupantepreocupar es una angustia onerosa.
DueloDuelo es una angustia torturadora.
Depresión Depresión es angustia acompañada de melancolía.
VejaciónLa aflicción es una angustia duradera.
DesánimoEl desaliento es angustia sin ninguna perspectiva de mejora.

### Miedo
LentitudLa lentitud es el miedo al esfuerzo subsiguiente.
VergüenzaVergüenza es el miedo a la deshonra.
Susto Susto es un miedo paralizante que causa palidez, temblores y castañeteo de dientes.
TimidezTimidez es miedo a acercarse al mal.
ConsternaciónLa consternación es el miedo que trastorna el equilibrio  mental.
PusilanimidadLa pusilanimidad es el miedo que sigue al miedo como un asistente.
DesconciertoEl desconcierto es miedo que paraliza el pensamiento.
La desganala desgana es un miedo duradero.

### Lujuria
IraIra es el deseo de castigar al hombre que se cree que ha infligido una lesión inmerecida.
RabiaRabia es la ira que brota y se muestra de repente.
Odio Odio es ira inveterada.
EnemistadLa enemistad es la ira que busca una oportunidad para la venganza.
IraIra es la ira de mayor amargura concebida en lo más profundo del corazón y el alma.
Codicia Codicia es la lujuria insaciable.
AnheloEl anhelo es el deseo de contemplar a alguien que no está presente.

### Deleite
Malicia Malicia es placer derivado de la maldad de un vecino que no trae ninguna ventaja para uno mismo.
RaptoRapto es el placer que calma el alma con el encanto del sentido de  oír.
Ostentación Ostentación es el placer que se muestra en la conducta exterior y en lo inflado y extravagante.

## Buenos sentimientos
La persona sabia (sophos) es alguien que está libre de las pasiones (apatheia). En cambio, el sabio experimenta buenos sentimientos ("eupatheia") que son lúcidos. Estos impulsos emocionales no son excesivos, pero tampoco emociones disminuidas. En cambio, son las emociones racionales correctas. Los estoicos enumeraron los buenos sentimientos bajo los títulos de alegría ("chara"), deseo ("boulesis") y precaución ("eulabeia"). Por lo tanto, si hay algo presente que es un bien genuino, entonces la persona sabia experimenta una elevación en el alma y alegría (chara). Los estoicos también subdividieron los buenos sentimientos.:
- Alegría:
  - Disfrute
  - Alegría
  -  Buenos espíritus

- Deseo:
  - Buen intento
  - Buena voluntad
  -  Bienvenida 
  -  Apreciando 
  - Amor

- Precaución:
  -  Vergüenza moral 
  - Reverencia